# Helmuth Rilling
Helmuth Rilling (ur. 29 maja 1933 w Stuttgarcie) – niemiecki dyrygent.
W latach 1952–1955 studiował grę na organach, kompozycję i dyrygenturę chóralną na Akademii Muzycznej w Stuttgarcie. Studia ukończył u Fernando Germaniego w Rzymie i w Accademia Musicale Chigiana w Sienie. W 1967 kształcił się pod kierunkiem Leonarda Bernsteina w Nowym Jorku i w tym samym roku został mianowany profesorem dyrygentury chóralnej w akademii muzycznej we Frankfurcie, gdzie pozostał do 1985. 
Od 1965 roku prowadzi Stuttgart Bach Collegium. Zasłynął jako interpretator muzyki Jana Sebastiana Bacha. Jego nagranie Credo Krzysztofa Pendereckiego zdobyło w 2001 r. nagrodę Grammy. W 2014 odznaczony Orderem Zasługi Republiki Federalnej Niemiec.
Współpracuje z Akademią Muzyczną w Krakowie, gdzie w 2003 roku otrzymał doktorat honoris causa.